# Кокса вара
Кокса вара је поремећај у развоју проксималног окрајка бутне кости (фемура) који се карактерише смањењем угла између врата и тела бутне кости (колодијафизалног угла). Поред урођеног облика кокаса варе, може бити  стечена (после епифизиолизе и исхемичне некрозе главе бутне кости,  остеомијелитиса, рахитиса или фиброзне дисплазије)  и  развојна кокса вара (изазвана поремећајем онтогенезе).

## Релевантна анатомија
У раном развоју скелета, плоча раста (физа или трака хрскавице која одваја епифизу од метафизе и одговорна је за уздужни раст костију) служи за већи трохантер и епифизи капител бутне кости. Ова плоча расте и дели се како се раст наставља у равнотежи која фаворизује епифизу капитела и ствара нормалан угао осовине врата (угао између феморалне осовине и врата). Одговарајући угао у зрелости је 135 ± 7 степени. Други угао који се користи за мерење кокса вара је цервикофеморални угао који је приближно 35 степени у детињству и повећава се на 45 степени након периода зрелости.

## Вресте

### Урођена (конгенитални) кокса вара
Урођена  кокса вара је локализовани поремећај у развоју горњег окрајка бутне кости. Аномалија може бити једностарана или обострана.
Дијагноза
Најчешће се дијагностикује тек када дете прохода и испољи знаке гегања. Ограничена абдукција и унутрашња ротација су најчешћи физички налаз у том узрасту. Ксније се јавља скраћење потколенице, а у обостраним случајевима је наглашена лумбална лордоза
Дијагноза се дефинитивно утврђује радиографски.
Терапија
Лечење зависи од узраста болесника и степена изражене мане, а може бити конзервативно или хируршко. У свим фазама лечења неопходна је физикална терапија.

### Развојна кокса вара
Поред урођених и стечених облика, у литератури се описује и „изузетно ретки” поремећаји онтогенезе (откривен 1928, године),   под називима развојна кокса вара, инфантилна или цервикална коксаа вара. Она се развија код деце узраста од 3 до 7 година. У 30% случајева је обострана. Од ње подједнако оболевају дечаци и девојчице. Патогенеза овог облика коксе варе је нејасна.
Дијагноза
Карактеристичан је правоугаони крај бутне кости са широком епифизном плочом . Вертикално гледано, глава бутне кости није склизнула нити је заобљена. 
Дијагноза се дефинитивно утврђује радиографски.
Терапија
Као облик лечења препоручује се абдукциона остеотомија. 